# Timothy Ayieko
Timothy Ayieko (zm. 25 listopada 2017) – ugandyjski piłkarz grający na pozycji pomocnika. W swojej karierze grał w reprezentacji Ugandy.

## Kariera klubowa
W swojej karierze piłkarskiej Ayieko grał w klubie Kampala City Council.

## Kariera reprezentacyjna
W 1974 roku Ayieko został powołany do reprezentacji Ugandy na Puchar Narodów Afryki 1974. W tym turnieju zagrał w trzech meczach grupowych: z Egiptem (1:2), z Wybrzeżem Kości Słoniowej (2:2) i z Zambią (0:1).
W 1978 roku Ayieko został powołany do kadry na Puchar Narodów Afryki 1978. W tym turnieju zagrał w dwóch meczach grupowych: z Kongiem (3:1) i z Tunezją (1:3). Z Ugandą wywalczył wicemistrzostwo Afryki.